# Fechtweltmeisterschaften 1992
Die 41. Fechtweltmeisterschaft fand 1992 in Havanna statt. Da im selben Jahr in Barcelona die Olympischen Sommerspiele stattfanden, wurden lediglich die beiden nichtolympischen Wettbewerbe im Damendegen ausgetragen.

## Damen

### Degen, Einzel
| Platz | Land | Sportlerin             |
| ----- | ---- | ---------------------- |
| 1     | HUN  | Mariann Horváth        |
| 2     | FRA  | Sophie Moressée-Pichot |
| 3     | NED  | Pernette Osinga        |
|       | EUN  | Marija Masina          |

### Degen, Mannschaft
| Platz | Land        | Sportlerinnen                                                            |
| ----- | ----------- | ------------------------------------------------------------------------ |
| 1     | Ungarn      | Mariann Horváth, Marina Várkonyi, Tímea Nagy, Zsuzsanna Szőcs            |
| 2     | Deutschland | Renate Riebandt-Kaspar, Dagmar Ophardt, Imke Duplitzer, Eva-Maria Ittner |
| 3     | Italien     | Laura Chiesa, Elisa Uga, Corinna Panzeri, Saba Amendolara                |